# Latvijas dzelzceļš
Latvijas dzelzceļš eller LDz är det statsägda järnvägsbolaget i Lettland med mer än 13 000 anställda. Järnvägsnätet består av 1 933,8 kilometer spår av bredspår och 33,4 kilometer smalspår.
Bolaget består av 7 dotterbolag:
- Pasažieru Vilciens (passagerartrafik)
- Starptautiskie pasažieru pārvadājumi (internationell passagerartrafik)
- VRC Zasulauks (rekonstruktionscentret Zasulauks)
- LDZ apsardze (LDz säkerhet)
- LDz infrastruktūra (LDz infrastruktur)
- LDz Cargo
- LDz ritošā sastāva serviss (LDz aktiebolag)

De största järnvägslinjerna är elektrificerade:
- Riga – Jelgava
- Torņakalns – Tukums
- Riga – Zemitāni – Skulte
- Riga – Aizkraukle
- Zemitāni – Šķirotava